# 크라운 빅 (영화)
《크라운 빅》(영어: Crown Vic)은 미국에서 제작된 조엘 수자 감독의 2019년 범죄 스릴러 영화이다. 토머스 제인, 루크 클라인탱크, 데이비드 크럼홀츠, 브리짓 모이너핸, 스코티 톰프슨, 조시 홉킨스 등이 출연하였다.

## 출연
- 토머스 제인
- 루크 클라인탱크
- 데이비드 크럼홀츠
- 브리짓 모이너핸
- 스코티 톰프슨
- 조시 홉킨스
- 데번 워크하이저
- 지기 말리